# Kapelefantnäbbmus
Kapelefantnäbbmus (Elephantulus edwardii) är en däggdjursart som först beskrevs av Andrew Smith 1839.  Elephantulus edwardii ingår i släktet Elephantulus och familjen springnäbbmöss. IUCN kategoriserar arten globalt som livskraftig. Inga underarter finns listade i Catalogue of Life.
Denna elefantnäbbmus förekommer i sydvästra Sydafrika. Habitatet utgörs av klippiga områden med lite växtlighet.
Arten når en absolut längd av 23 till 27,5 cm. Som hos andra elefantnäbbmus är svansen ungefär lika lång som huvudet och bålen tillsammans. Vikten varierar mellan 46 och 67 g. Enligt foton på vetenskapliga webbsidor är pälsen brun- eller gråaktig. Öronen är påfallande stora och morrhåren långa. Huvudet kännetecknas av ljusgråa ringar kring ögonen och av en rödbrun fläck bakom varje öra. Elephantulus edwardii har en liten tofs av svarta hår vid svansens spets.
Individerna äter främst myror och termiter som kompletteras med olika andra ryggradslösa djur. De plockar ofta myror som vistas i blommor av växten Protea humiflora. Växtens pollen fastnar samtidig i elefantnäbbmusens päls och flyttas till andra exemplar av samma växt. Enligt en annan studie slickar kapelefantnäbbmusen nektar från blomman Hyobanche atropurpurea och är där likaså viktig för växtens pollination.
Antagligen lever en hane och en hona som ett monogamt par. När artfränder av samma kön placerades i samma bur var de aggressiva mot varandra. Kapelefantnäbbmusen är främst nattaktiv men den kan även vara dagaktiv. Den kommunicerar med olika läten, med hjälp av körtelvätska och genom att trumma med foten på marken. Honan kan para sig under alla årstider men de flesta ungar föds under varma månader. Hon föder en eller två ungar per kull som väger i början 9 till 11 g.